# 亚历山大·蒲柏
亚历山大·蒲柏（英語：Alexander Pope，1688年5月21日—1744年5月30日）是18世纪英国诗人。

## 生平
蒲柏出生于一个罗马天主教家庭，由于当时英国法律规定学校要强制推行英国国教圣公会，因此他没有上过学，从小在家中自学，学习了拉丁文、希腊文、法文和意大利文的大量作品。他幼年时期患有结核性脊椎炎，造成驼背，身高没有超过137公分。

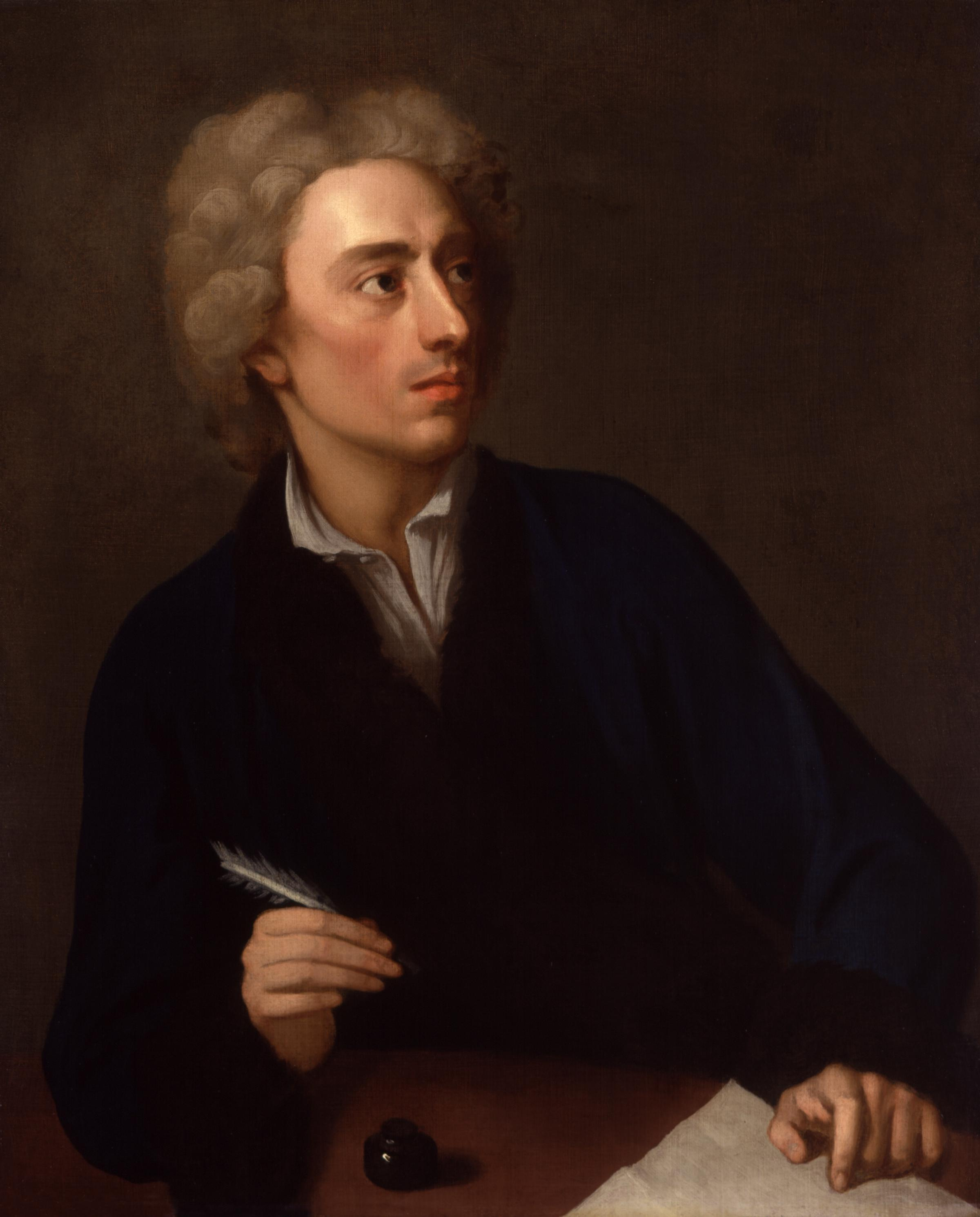
1727年的蒲柏

蒲柏从12岁即开始发表诗作，包括广为收录的名篇《独居赋》；他的第一部重要作品是1711年他23岁时出版的诗体《批评论》，其中许多名句已经成为英语成语。
1712年他写作了长篇讽刺诗《奪髮記》，1714年又补充了两章。这首诗描写一家男孩偷剪了另一家女孩的一绺金色頭髮，因为此事引起两家的争执。蒲柏把此事描写得和《伊利亚特》中特洛伊战争一样壮观，写成了一部英雄史诗。

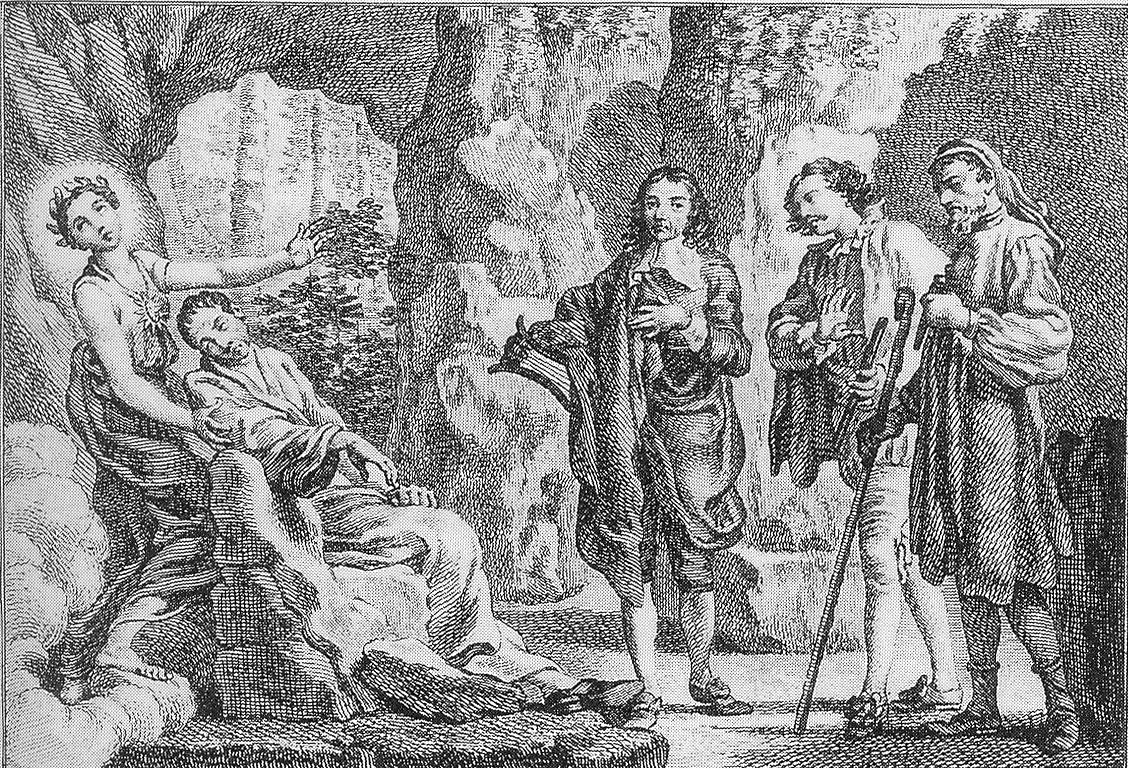
蒲柏之死，月神狄安娜抱着他，弥尔顿、斯宾塞和乔叟迎接他进入天堂

1713年起，他着手翻译荷马的史诗《伊利亚特》和《奥德赛》，他并没有准确地进行翻译，而是根据当时英国时代精神进行再创作，他自己说如果荷马生活在18世纪的英国，也一定会这样写作这两部史诗。但是这两种译本在英国大受欢迎，第一部英语词典的编纂者约翰逊博士称赞为“世界前所未见的高贵的诗译作”。依靠这两部书的收入，足以使他的生活不必依靠赞助，并使他稳居英国桂冠诗人的宝座。
1725年，他对莎士比亚的作品进行重新编辑，用当时的标准衡量，作了不少改动，受到学者们的批评，他又写了《群愚史诗》，把批评他的人描写成“沉闷女神”的宠儿。
30年代他计划写一部关于人、自然和社会关系的巨著，但只完成一部序论：《人论》（1734年）。
1735年，他写作了《致阿巴思诺医生书》，讽刺了身居高位，逍遥法外的道德败坏者。
蒲柏还为牛顿写了著名的墓志铭：
——自然和自然的法则隐藏在黑暗之中。  上帝说：让牛顿出世吧， 于是一切豁然开朗。 
牛津语录词典中收录了212条蒲柏的作品精辟语录。如“只有少量知识是危险的”，“人皆有错，难能宽恕”，“正确的学习造就男子汉”等。
1719年起，蒲柏在泰晤士河畔的特威克纳姆别墅定居，经常招待朋友，以文会友，并写了一些关于建筑和园林设计的文章。

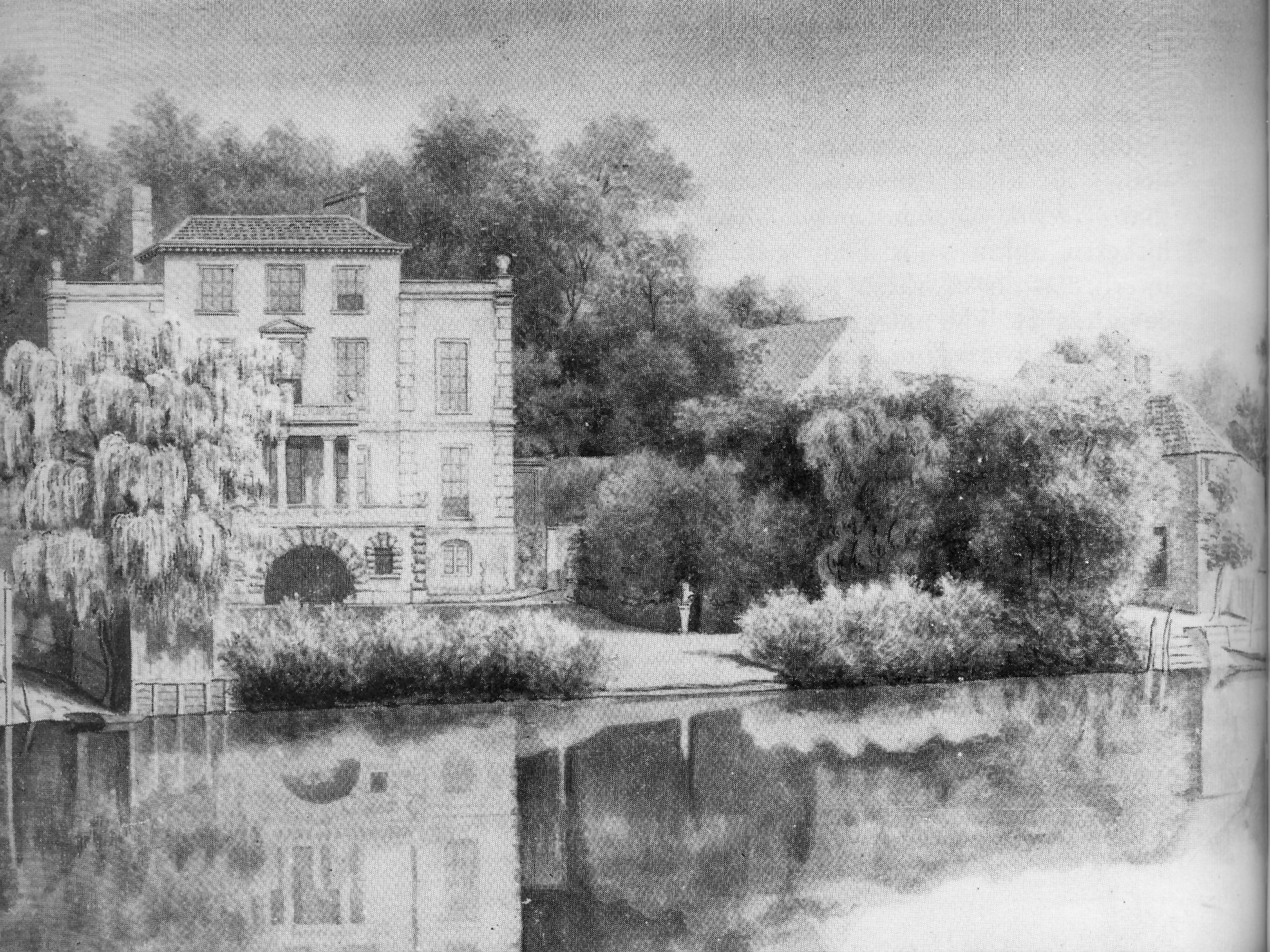
特威克纳姆别墅

19世纪对蒲柏的评价不佳，认为他的用词过于造作，韵律过于死板，他的讽刺有点不太人道。但到了20世纪，他的声望又开始提高，有的诗作如《夺发记》和一些讽刺诗被称为讽刺诗的最高境界；但有些诗如《人论》普遍认为并无多少独创的思想；他的《伊利亚特》译本和《群愚史诗》一直受到争议。
蒲柏是第一位受到欧洲大陆关注的英国诗人，他的著作被翻译成欧洲许多国家的文字。
他是启蒙运动时期古典主义的代表，他的作品可分为田园诗，讽刺诗和哲理诗及翻译作品四大类。
在英语诗歌史上，双韵体诗由乔叟最先启用，后经斯宾塞，马洛等人发展，再由德莱顿弘扬，最后经蒲柏的完善扩充，形式更为整齐优美，节奏更跌宕变化。这种“英雄双行体”在诗歌艺术中达到了神韵独步千古的境界，成为英国诗歌史上的最高成就。